# 弯折巢菜
弯折巢菜（学名：Vicia deflexa）为豆科野豌豆属的植物，是中国的特有植物。分布于日本以及中国大陆的浙江、江苏、湖北、湖南、安徽等地，生长于海拔200米至1,400米的地区，多生于溪边、山谷和竹林中，目前尚未由人工引种栽培。

## 别名
羽叶野豌豆（种子植物属种检索表）